# Erasmo Carlos
Erasmo Esteves, conocido como Erasmo Carlos (Río de Janeiro, 5 de junio de 1941 - Río de Janeiro, 22 de noviembre de 2022), fue un rapero y compositor brasileño, asociado estrechamente con su amigo y colaborador Roberto Carlos. Juntos crearon muchos éxitos, incluidos «É Proibido Fumar», «Sentado à beira do caminho», «Além do Horizonte», «Amigo» y «Festa de Arromba».
Un miembro central de la escena Jovem Guarda del pop-rock brasileño de la década de 1960, Erasmo aparecía a menudo en televisión, revistas y largometrajes con sus compañeros ídolos adolescentes Roberto Carlos y Wanderléa.

## Biografía
Erasmo Esteves nació en el barrio de Tijuca, en la zona Norte de Río de Janeiro. Conocía a Sebastião Rodrigues Maia (que más tarde sería conocido como Tim Maia) desde la infancia, quién le enseñó sus primeros acordes en la guitarra.
En 1957 se unió a la banda de Maia, Os Sputniks, con Roberto Carlos. Erasmo fue presentado a Roberto por Arlênio Livy. Después de una pelea entre Tim y Roberto el grupo se disolvió. Wellington abandonó su carrera musical y solo quedó Arlênio, que al año siguiente decidió llamar a Erasmo y a otros amigos de Tijuca, Edson Trindade (que tocaba la guitarra en el grupo Tijucanos do Ritmo, en el que Tim Maia tocaba la batería) y José Roberto, conocido como "China", para formar el grupo vocal Los Muchachos del Rock. Por sugerencia de Carlos Imperial, el grupo pasó a llamarse Las Serpientes. Respaldaron tanto a Roberto como a Tim Maia en sus respectivos shows.
Roberto Carlos necesitaba una letra para versionar en portugués la canción Hound Dog, un éxito de Elvis Presley. Arlênio Livy le dijo que Erasmo podría  ayudarlo, ya que era un gran admirador de Elvis. Roberto descubrió entonces otras afinidades con Erasmo, ya que a ambos les gustaba Bob Telson, James Dean, Marlon Brando, Marilyn Monroe y eran simpatizantes del Vasco da Gama. Como parte de The Snakes, Tim Maia le enseñó a Erasmo a tocar la guitarra. Erasmo decidió adoptar el nombre de Carlos en su nombre artístico, en honor a Roberto Carlos y Carlos Imperial. Antes de ir en solitario, Erasmo también formó parte de la banda Renato e seus Blue Caps.
Participó con Roberto Carlos y Wanderléa en el programa de televisión Jovem Guarda, donde tenía el apodo de Tremendão (El Gran Tremendo), imitando la ropa y el estilo de su ídolo Elvis Presley. Sus mayores éxitos como cantante en esta etapa fueron «Gatinha manhosa» y «Festa de arromba». Se rumoreaba que se convertiría en el presentador principal del programa, pero Roberto Carlos terminó ocupando el lugar. Roberto y Erasmo como compañeros de composición fueron criticados por cantar y escribir música rock y, por lo tanto estadounidizarse. Como respuesta, «Coqueiro verde» fue el primer samba-rock grabado por Erasmo.
En la década de 1970, fichó por Polydor Records. Durante la primera mitad de la década sus espectáculos fueron muy diferentes a los del movimiento Joven Guarda. Influenciado por la cultura hippie y la música soul, lanzó Carlos, Erasmo en 1971. El álbum, que se abre con «De Noite na cama», escrito por Caetano Veloso para él, fue una controvertida oda a la marihuana.
El existencialismo continuó en sus otros LP de los 70: Sonhos e Memórias, Projeto Salva Terra y Banda dos Contentes. «Sou uma Criança, Não Entendo Nada», «Cachaça Mecânica» y «Filho Único» son algunos de los destaques del período. Su LP de 1978 Pelas Esquinas de Ipanema incluye una impactante canción que denuncia el desprecio del hombre por la ecología: «Panorama Ecológico».
Participó en las películas Roberto Carlos a 300 kilómetros por hora (1971), de Roberto Farias; y Os Machões (1972), dirigida por Reginaldo Faria, quien también actuó en la película. En 1975 apareció en un show en vivo en el documental Ritmo Alucinante, un registro del festival Hollywood Rock, realizado ese mismo año en Río de Janeiro.
Comenzó la década de 1980 con un proyecto ambicioso que el mismo calificó de proyecto pionero en Brasil. Fueron 12 temas interpretados a dúo con artistas como Wanderléa, Nara Leão, Maria Bethânia, Gal Costa, A Cor do Som, As Frenéticas, Gilberto Gil, Rita Lee, Tim Maia, Jorge Ben y Caetano Veloso. La pista de apertura del álbum fue el sencillo de radio: una versión de "Sentado à beira do caminho", con su compañero de composición de toda la vida, Roberto Carlos.
En 2001 lanzó un nuevo disco Pra falar de amor, llevó sus interpretaciones a canciones escritas por diferentes escritores como Kiko Zambianchi y Marcelo Camelo. Lo más destacado es "Mais um na multidão" en dúo con Marisa Monte y escrito por Marisa Monte y Carlinhos Brown. Al año siguiente, lanzó su primer DVD en vivo más un CD doble.
El 5 de junio de 2009, día en que cumplió 68 años, lanzó el disco Rock 'n' Roll en homenaje al género que más lo influyó, con 12 de sus composiciones, con siete en sociedad: Nando Reis («Um beijo é um tiro» y «Mar vermelho»), Nelson Motta (sobre «Chuva ácida» y «Noturno carioca»), Chico Amaral (en «Noite perfeita» y «A guitarra é uma mulher»), y Liminha y Patricia Travassos ( en «Celebridad»). Otro punto a destacar es «Olhar de mangá» en el que Erasmo nombra a 52 personalidades femeninas (reales o ficticias), la canción está inspirada en las expresiones faciales utilizadas en los cómics manga japoneses. En 2011 lanzó un álbum llamado Sex.
En 2014 lanzó Gigante Gentil que ganó el Grammy Latino al Mejor Álbum de Rock en Lengua Portuguesa.
Su álbum ...Amor É Isso fue clasificado como el décimo mejor álbum brasileño de 2018 por la edición brasileña de la revista Rolling Stone y entre los 25 mejores álbumes brasileños del primer semestre de 2018 por la Asociación de Críticos de Arte de São Paulo. En ese mismo año recibió el Grammy latino a la excelencia musical.
Fue interpretado por Chay Suede en la película biográfica de 2019 Minha fama de mau. También fue interpretado por Tito Naville en la película biográfica de 2014 Tim Maia.
El 2 de julio de 2021 se estrenó en Globoplay un documental titulado Erasmo 80 que sigue su carrera.
Falleció el 22 de noviembre de 2022 en Río de Janeiro, luego de ser ingresado en un hospital de Barra da Tijuca, debido al síndrome edematoso. Sólo cinco días antes había ganado el Grammy Latino por mejor álbum de rock en portugués.

## Discografía
Álbumes de estudio
- 1965 - A Pescaria
- 1966 - Você Me Acende
- 1967 - Erasmo Carlos
- 1967 - O Tremendão: Erasmo Carlos
- 1968 - Erasmo
- 1970 - Erasmo Carlos e os Tremendões
- 1971 - Carlos, Erasmo
- 1972 - Sonhos e Memórias
- 1974 - Projeto Salva Terra
- 1976 - Banda dos Contentes
- 1978 - Pelas Esquinas de Ipanema
- 1980 - Erasmo Convida
- 1981 - Mulher
- 1982 - Amar pra Viver ou Morrer de Amor
- 1984 - Buraco Negro
- 1985 - Erasmo Carlos
- 1986 - Abra Seus Olhos
- 1988 - Apesar do Tempo Claro...
- 1992 - Homem de Rua
- 1996 - É Preciso Saber Viver
- 2001 - Pra Falar de Amor
- 2004 - Santa Música
- 2007 - Erasmo Convida, Volume II
- 2009 - Rock 'n' Roll
- 2011 - Sexo
- 2014 - Gigante Gentil
- 2018 - Amor é Isso
- 2019 - Quem Foi Que Disse Que Eu Não Faço Samba...
- 2022 - O futuro pertence à... Jovem Guarda
- 2024 - Erasmo Esteves

En vivo
- 1975 - Hollywood Rock (dividido com Raul Seixas, O Peso, Rita Lee e Tutti Frutti)
- 1989 - Sou uma Criança
- 2001 - Ao Vivo
- 2012 - 50 Anos de Estrada
- 2015 - Meus Lados B

## Filmografía

### Cine
| Año  | Título                                    | Papel         | Nota                                                    |
| ---- | ----------------------------------------- | ------------- | ------------------------------------------------------- |
| 1970 | Roberto Carlos e o Diamante Cor-de-rosa   | El mismo      |                                                         |
| 1971 | Roberto Carlos a 300 Quilômetros por Hora | Pedro Navalha |                                                         |
| 1972 | Os Machões                                | Teleco        | Erasmo ganó el Trofeo APCA como mejor macho de reparto. |
| 1984 | O Cavalinho Azul                          | Vaquero       |                                                         |
| 2018 | Paraíso Perdido                           | José          |                                                         |
| 2020 | Modo Avião                                | Alemán        | Filme original de Netflix                               |

## Premios y nominaciones
| Año  | Premio        | Galardón                                                      | Nominación                         | Resultado | Ref.   |
| ---- | ------------- | ------------------------------------------------------------- | ---------------------------------- | --------- | ------ |
| 2014 | Grammy Latino | Mejor Álbum de Rock en Lengua Portuguesa                      | Gigante Gentil                     | Ganador   | [ 10 ] |
| 2018 | Grammy Latino | Excelencia musical                                            | El mismo                           | Ganador   | [ 17 ] |
| 2022 | Grammy Latino | Mejor Álbum de Rock o Música Alternativa en Lengua Portuguesa | O Futuro Pertence À...jovem Guarda | Ganador   | [ 18 ] |